# FC Westfalia Scherlebeck 08/88
FC Westfalia Scherlebeck 08/88 was een Duitse voetbalclub uit Scherlebeck, een ortsteil van Herten, Noordrijn-Westfalen.

## Geschiedenis
De club werd in 1908 opgericht als FV Westfalia 08 Scherlebeck. De club speelde enkel vriendschappelijke wedstrijden aanvankelijk en was bij geen bond aangesloten. In 1916 werden de activiteiten gestaakt door de Eerste Wereldoorlog en in 1919 herbegon de club als BV Westfalia Scherlebeck en sloot zich nu aan bij de West-Duitse voetbalbond. De club werkte zich op tot in de hoogste klasse van de Westfaalse competitie. Na de invoering van de Gauliga in 1933 verdween de club langzaam in de anonimiteit. Na een fusie met FC Herten 88 werd de naam FC Westfalia Scherlebeck 08/88 aangenomen.
In 2010 fuseerde de club met SG 1928 Herten-Langenbochum tot Blau-Weiß Westfalia Langenbochum, de naam Scherlebeck verdwijnt uit de fusienaam.